# Diocesi di Oliveira
La diocesi di Oliveira (in latino: Dioecesis Oliveirensis) è una sede della Chiesa cattolica in Brasile suffraganea dell'arcidiocesi di Belo Horizonte. Nel 2021 contava 261.550 battezzati su 299.680 abitanti. È retta dal vescovo Miguel Ângelo Freitas Ribeiro.

## Territorio
La diocesi comprende 20 comuni nella parte centro-meridionale dello stato brasiliano di Minas Gerais: Oliveira, São Francisco de Paula, Carmo da Mata, Santo Antônio do Amparo, Carmópolis de Minas, Santana do Jacaré, Campo Belo, Bom Sucesso, São Tiago, Itaguara, Passa Tempo, Piracema, Perdões, Desterro de Entre Rios, Candeias, Ribeirão Vermelho, Aguanil, Cristais, Cana Verde e Piracema.
Sede vescovile è la città di Oliveira, dove si trova la cattedrale di Nostra Signora di Oliveira (Nossa Senhora de Oliveira).
Il territorio si estende su una superficie di 7.980 km² ed è suddiviso in 30 parrocchie, raggruppate in 4 foranie: Nossa Senhora de Oliveira, Nossa Senhora do Carmo, Senhor Bom Jesus e Santo Antônio.

## Storia
La diocesi è stata eretta il 20 dicembre 1941 con la bolla Quo uberiores di papa Pio XII, ricavandone il territorio dall'arcidiocesi di Belo Horizonte.
Il 27 ottobre 1965, con la lettera apostolica Regina pacis, papa Paolo VI ha proclamato la Beata Maria Vergine, nota con il titolo di Nossa Senhora da Oliveira, patrona principale della diocesi, San Giuseppe e San Sebastiano martire patroni secondari.

## Cronotassi dei vescovi
Si omettono i periodi di sede vacante non superiori ai 2 anni o non storicamente accertati.
- Sede vacante (1941-1945)

- José de Medeiros Leite † (14 agosto 1945 - 6 marzo 1977 deceduto)
- Antônio Carlos Mesquita † (6 marzo 1977 succeduto - 16 dicembre 1983 nominato vescovo di São João del Rei)
- Francisco Barroso Filho (21 dicembre 1983 - 20 ottobre 2004 ritirato)
- Jésus Rocha † (20 ottobre 2004 - 13 luglio 2006 deceduto)

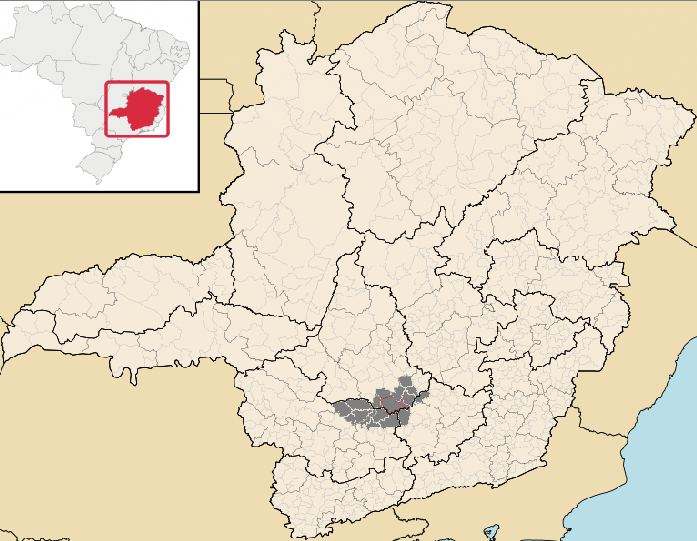
Mapa.

- Mapa.Miguel Ângelo Freitas Ribeiro, dal 31 ottobre 2007

## Statistiche
La diocesi nel 2021 su una popolazione di 299.680 persone contava 261.550 battezzati, corrispondenti all'87,3% del totale.
| anno | popolazione | popolazione | popolazione | presbiteri | presbiteri | presbiteri | presbiteri                | diaconi | religiosi | religiosi | parrocchie |
| anno | battezzati  | totale      | %           | numero     | secolari   | regolari   | battezzati per presbitero | diaconi | uomini    | donne     | parrocchie |
| ---- | ----------- | ----------- | ----------- | ---------- | ---------- | ---------- | ------------------------- | ------- | --------- | --------- | ---------- |
| 1948 | 198.000     | ?           | ?           | 17         | 17         |            | 11.647                    |         |           | 39        | 17         |
| 1965 | 187.150     | 190.355     | 98,3        | 34         | 23         | 11         | 5.504                     |         | 10        | 60        | 23         |
| 1968 | 232.230     | 248.050     | 93,6        | 30         | 20         | 10         | 7.741                     |         | 10        | 67        | 18         |
| 1976 | 196.200     | 200.350     | 97,9        | 24         | 16         | 8          | 8.175                     |         | 8         | 40        | 29         |
| 1980 | 212.620     | 216.540     | 98,2        | 19         | 14         | 5          | 11.190                    |         | 5         | 42        | 24         |
| 1990 | 242.000     | 255.000     | 94,9        | 33         | 26         | 7          | 7.333                     |         | 7         | 17        | 24         |
| 1999 | 269.000     | 285.000     | 94,4        | 29         | 26         | 3          | 9.275                     |         | 10        | 17        | 25         |
| 2000 | 233.613     | 245.404     | 95,2        | 37         | 29         | 8          | 6.313                     |         | 10        | 23        | 25         |
| 2001 | 225.300     | 250.342     | 90,0        | 29         | 26         | 3          | 7.768                     |         | 3         | 12        | 25         |
| 2002 | 225.300     | 253.000     | 89,1        | 40         | 32         | 8          | 5.632                     |         | 12        | 17        | 26         |
| 2003 | 266.000     | 300.000     | 88,7        | 40         | 32         | 8          | 6.650                     |         | 46        | 21        | 26         |
| 2004 | 285.000     | 300.000     | 95,0        | 38         | 31         | 7          | 7.500                     |         | 7         | 19        | 26         |
| 2013 | 313.000     | 331.000     | 94,6        | 54         | 45         | 9          | 5.796                     |         | 20        | 22        | 28         |
| 2016 | 322.000     | 339.000     | 95,0        | 54         | 44         | 10         | 5.962                     |         | 22        | 19        | 29         |
| 2019 | 257.500     | 295.000     | 87,3        | 53         | 44         | 9          | 4.858                     | 1       | 22        | 15        | 30         |
| 2021 | 261.550     | 299.680     | 87,3        | 58         | 48         | 10         | 4.509                     | 1       | 21        | 17        | 30         |